# Fissidens menyhartii
Fissidens menyhartii är en bladmossart som beskrevs av C. Müller 1899. Fissidens menyhartii ingår i släktet fickmossor, och familjen Fissidentaceae. Inga underarter finns listade i Catalogue of Life.